# Rampach
Rampach je vrch na okraji Bouzovské vrchoviny. Zvedá se do výšky 418 m n. m. nad nedalekou vesnicí Cholina.
Rampach je vyhaslou sopkou, i když jiné zdroje uvádí jinak.